# Mr. Bungle
Mr. Bungle é uma banda de rock experimental criada em 1985 em Eureka, Califórnia. As músicas do Mr. Bungle continham elementos de rock, heavy metal, ska, jazz entre outros estilos ao mesmo tempo. Estilo semelhante ao da banda Naked City (de John Zorn). O Mr. Bungle lançou quatro álbuns (atualmente considerados Demo) antes de assinarem com a Warner Bros. Records.
Em 30 de outubro de 2020 é lançado The Raging Wrath of the Easter Bunny Demo, através do selo Ipecac Recordings. A formação conta com Scott Ian do Anthrax e Dave Lombardo (Slayer).

## Membros
- Mike Patton - vocal
- Trey Spruance - guitarra
- Trevor Dunn - baixo
- Danny Heifetz - bateria
- Clinton "Bär" McKinnon - sopros
- William Winant - participou de dois CDs como músico convidado.

Formação atual (2020)
- Mike Patton - vocal
- Trey Spruance - guitarra
- Scott Ian - guitarra
- Trevor Dunn - baixo
- Dave Lombardo - bateria

## Discografia
- The Raging Wrath of the Easter Bunny (1986) Ladd-Frith Productions
- Bowel of Chiley (1987) Playhouse Productions; Rastacore Records
- Goddammit I Love America (1988) The Works
- OU818 (1989), "B" Productions
- Mr. Bungle - 1991 (Warner)
- Disco Volante - 1995 (Warner)
- California - 1999 (Warner)
- The Raging Wrath of the Easter Bunny Demo (2020)